# Blanquismo
Il termine blanquismo si riferisce in politica al concetto di rivoluzione generalmente attribuito a Louis Auguste Blanqui (1805–1881) che auspicava la realizzazione della rivoluzione socialista attraverso piccoli gruppi ben organizzati e di cospiratori segreti. Una volta ottenuto il potere, i rivoluzionari avrebbero quindi utilizzato il potere dello stato per introdurvi il socialismo. Il blanquismo è considerato in questo senso una sorta di "putschismo", ovvero di una teoria interamente basata su di un putsch, un colpo di Stato.
Il blanquismo si distingue dalle altri correnti socialiste sotto vari aspetti: da un lato, Blanqui non credeva nel ruolo predominante del proletariato né nei movimenti popolari, dall'altro credeva che la rivoluzione dovesse essere un fatto di professionisti, rivoluzionari dedicati che avrebbero dovuto imporre con forza dittatoriale ma temporanea i valori del socialismo per il bene della nazione. Questa dittatura avrebbe permesso la costruzione di una base politica su cui poi il popolo avrebbe potuto agire con maggiore agio. Blanqui, inoltre, era molto più concentrato sulla rivoluzione di per sé stessa che non sulla società che ne sarebbe derivata, arrivando perciò ad immaginare una società genericamente socialista pura. Per i blanquisti il rovesciamento della borghesia e la rivoluzione erano fini sufficienti ad agire.

## La Commissione Centrale Rivoluzionaria

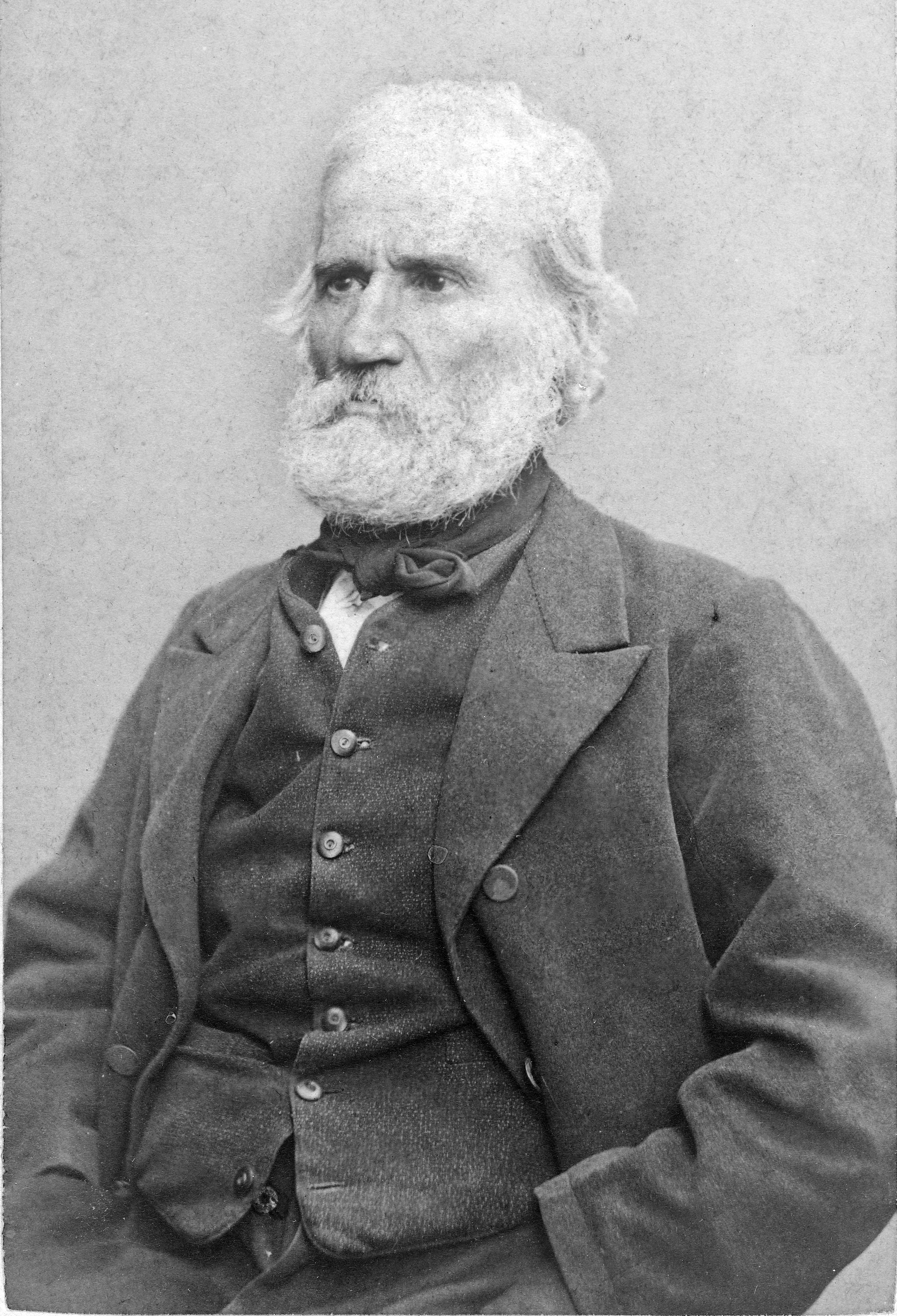
Louis Auguste Blanqui

La Commissione Centrale Rivoluzionaria (CCR) fu il partito francese blanquista fondato nel 1881 e disciolto poi nel 1898.
L'organizzazione partitica venne fondata da Édouard Vaillant per continuare la battaglia politica propugnata da Louis Auguste Blanqui (1805–1881). Il CCR era un partito di chiara ispirazione blanquista che supportava le idee di attivismo rivoluzionario, ateismo, patriottismo socialista e giacobinismo. Il CCR si indebolì a causa di una divisione al suo interno nel 1888, quando diversi suoi membri (tra i quali Henri Rochefort) decisero di seguire il generale Georges Boulanger che cercava di sintetizzare il nazionalismo giacobita col socialismo nel suo nuovo movimento politico, il boulangismo. Molti videro nel boulangismo una possibile via per attuare in maniera più fattuale il socialismo nella società francese, attraverso la lotta sindacale e gli scioperi.
Nel 1896 il CCR si rafforzò con l'affiliazione dell'Alleanza Rivoluzionaria Comunista distaccatasi dal Partito Socialista Francese. Il CCR venne infine unito al Partito Rivoluzionario Socialista francese nel 1898.

## Uso del termine "blanquismo"
Il termine "blanquismo" è stato speso utilizzato in tono polemico per accusare alcuni rivoluzionari del fallimento delle loro azioni e teorie verso la classe lavoratrice. Karl Marx e Friedrich Engels presero entrambi le distanze dal blanquismo perché, a loro detta, non corrispondeva al loro ideale di rivoluzione socialista. Engels, in un breve passo del suo Programma dei Fuggitivi Blanquisti dalla Comune di Parigi, riportava: "Blanqui è essenzialmente un rivoluzionario politico. Egli è socialista solo per sentimento, per la simpatia che egli nutre nei confronti delle persone che soffrono, ma non propone rimedi né in teoria né in pratica ai problemi sociali. Nelle sue attività politiche vi è principalmente "l'azione di un sol uomo", con la convinzione che una minoranza bene organizzata possa forzare il momento opportuno e portare avanti una rivoluzione che risulti infine vittoriosa.

### Vladimir Lenin
Rosa Luxemburg ed Eduard Bernstein hanno definito la visione socialista di Vladimir Lenin etichettandola come elitaria ed essenzialmente blanquista. La stessa Luxemburg, nel suo "Domande sull'organizzazione della Democrazia Sociale in Russia" (poi ripubblicate nella sua opera "Leninismo o Marxismo?"), scriveva: "Per Lenin, la differenza tra socialismo democratico e blanquismo si riduceva all'osservazione della necessità al posto di un gruppo minimo di cospiratori ad un proletariato di classe conscio. Egli dimentica che la differenza implica una completa revisione delle nostre idee sull'organizzazione e, quindi, una differente concezione del centralismo e delle relazioni esistenti tra le parti in causa. Il blanquismo non conta sull'azione diretta della classe lavoratrice. Non ha necessità quindi di formare la popolazione alla rivoluzione. Esso si aspetta che il popolo faccia la sua parte unicamente quando gli sarà richiesto. I preparativi della rivoluzione spetterebbero unicamente ad un piccolo gruppo di rivoluzionari armati. Al contrario, per assicurare il successo di una cospirazione rivoluzionaria, è necessario proprio che le masse si tengano a distanza dai cospiratori".
Col termine "democrazia sociale" la Luxemburg aveva in mente il concetto originale espresso da Marx come sinonimo di "socialismo". Nella sua critica, quindi, Lenin aveva rinunciato a questa visione popolare della rivoluzione facendo convergere il blanquismo con il bolscevismo: "I borghesi vogliono, utilizzando il termine "blanquismo", screditare, rimpicciolire il potere del popolo. [...] I social-democratici di destra utilizzano il termine "blanquismo" solo come espediente retorico nelle loro polemiche. I borghesi hanno convertito tale termine in un'arma contro il proletariato: "Lavoratori, siate ragionevoli! Combattere per l'estensione dei poteri di una Duma! Togliere così le castagne dal fuoco ai borghesi, ma non osate pensare una tale pazzia, l'anarchia, il blanquismo, come battaglia completa a favore del popolo!"
Lenin aveva dal canto suo respinto ogni accusa di essere affiliato ideologicamente e fattualmente al blanquismo nel suo Stato e Rivoluzione (1917) ed aveva accusato Bernstein di opportunismo.